# 埼玉県道185号東飯能停車場線

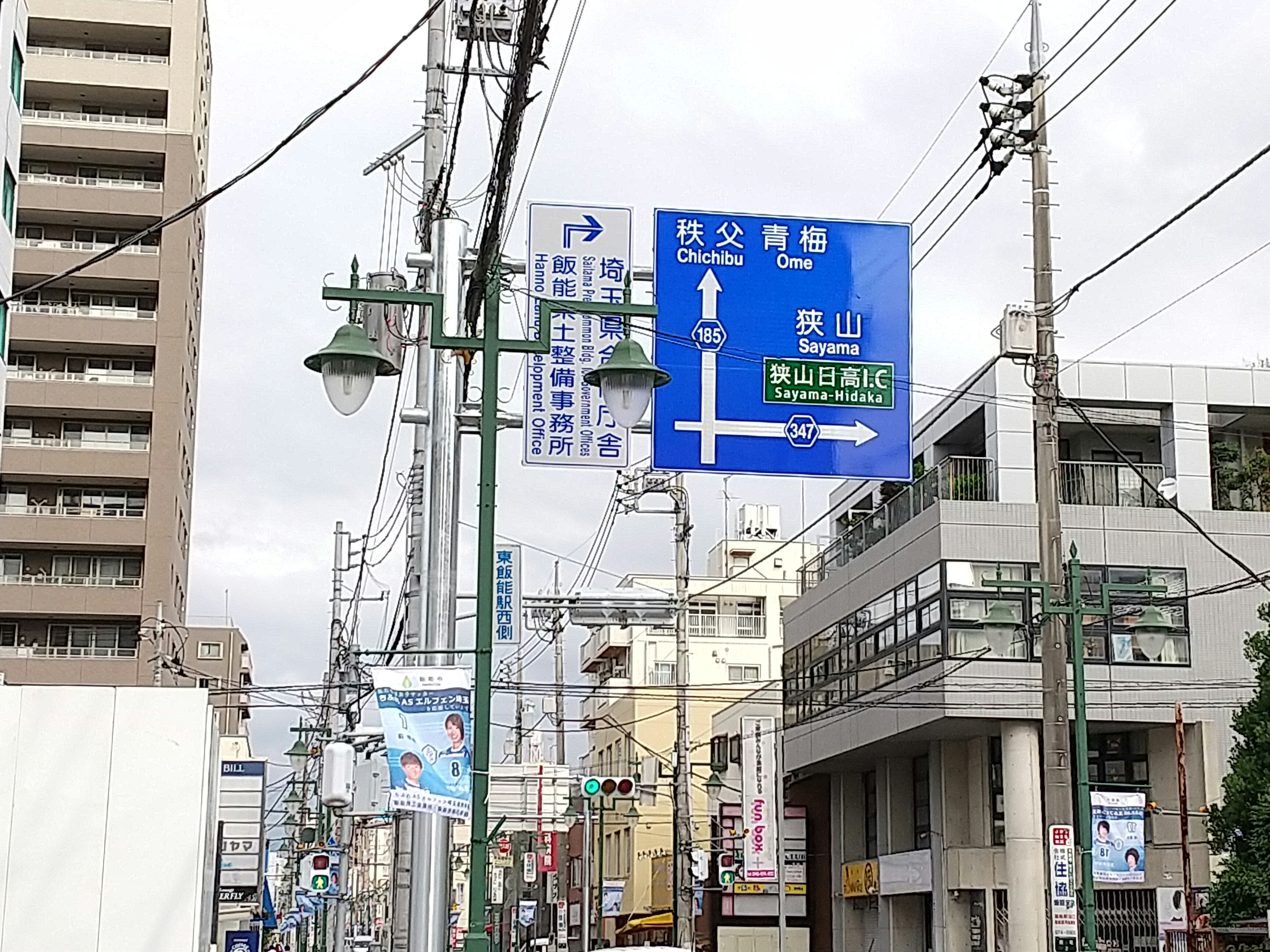
飯能市柳町付近

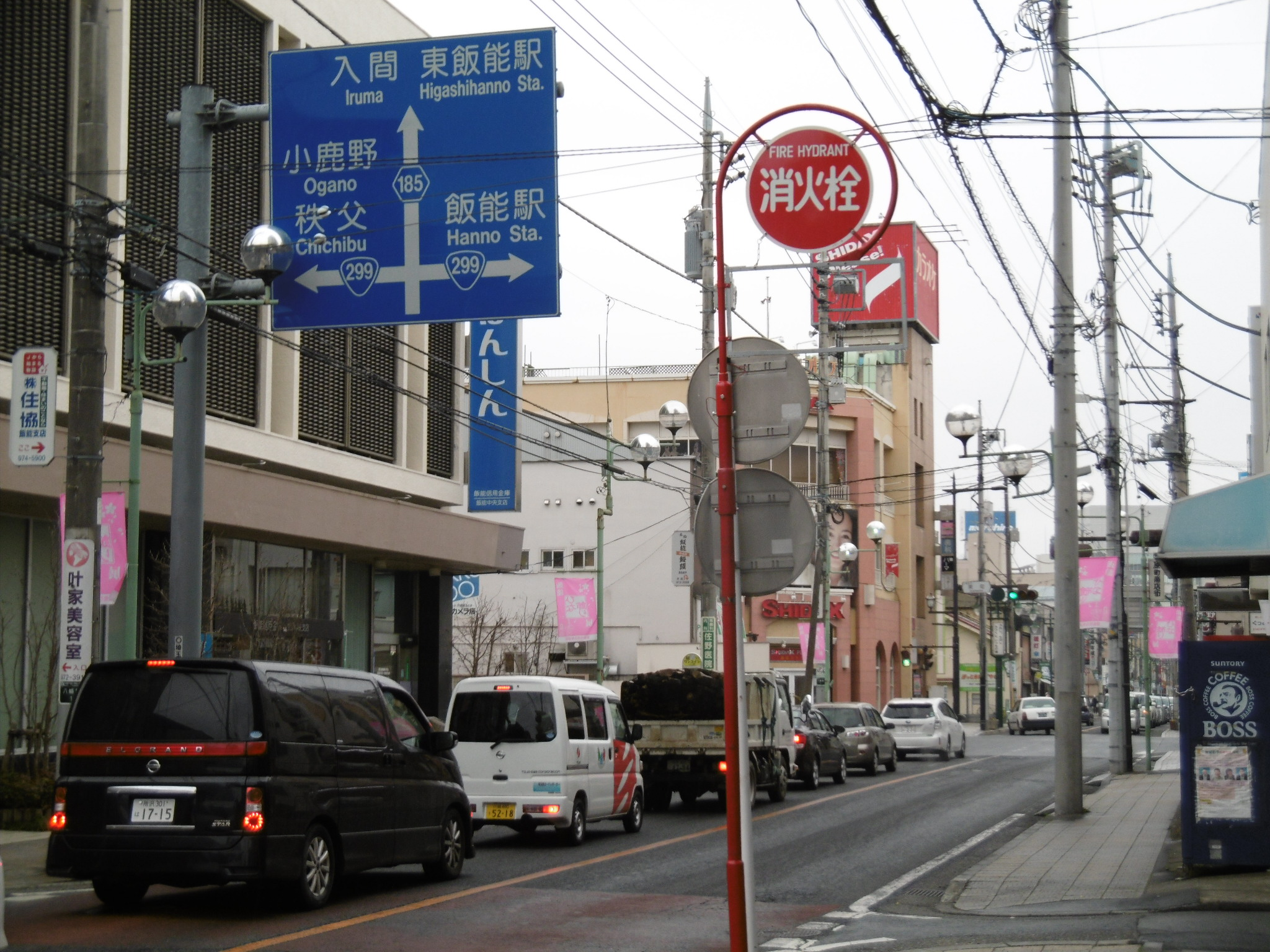
右奥の東町交差点を直進した先が埼玉県道185号。起点の東飯能駅方面へ向かう。(2016年3月)

埼玉県道185号東飯能停車場線（さいたまけんどう185ごう ひがしはんのうていしゃじょうせん）は、埼玉県飯能市内に設定されている一般県道である。

## 路線概要
起点の「東飯能停車場」とは、現在の東飯能駅西口のことで、終点の飯能市仲町東町交差点までの総延長391mの道路である。距離は短いが、東飯能駅と市内各地、国道299号と共に埼玉県入間市方面と市内を経て旧入間郡名栗村地区や日高市方面へのアクセスの一端を担う道路として、常に賑わいを見せている。
- 起点：埼玉県飯能市（東飯能駅西口）
- 終点：埼玉県飯能市仲町（東町交差点）
- 総延長：391m

## 通称
- 名栗街道

## 重複区間
- 埼玉県道347号馬引沢飯能線 飯能市東飯能駅西側交差点 - 終点

## 通過する自治体
- 埼玉県
  - 飯能市

## 接続・交差する道路
- 埼玉県道347号馬引沢飯能線：飯能市東飯能駅西側交差点 - 東町交差点
- 国道299号、東京都道・埼玉県道28号青梅飯能線（埼玉県道70号飯能下名栗線重複）：東町交差点